# Młodzieżowa Agencja Wydawnicza
Młodzieżowa Agencja Wydawnicza – polskie wydawnictwo działające w latach 1974–1990 jako część Robotniczej Spółdzielni Wydawniczej „Prasa-Książka-Ruch”, wydawca prasy młodzieżowej i sportowej, literatury pięknej i faktu oraz komiksów.

## Historia
Wydawnictwo powstało z początkiem 1974 jako część Robotniczej Spółdzielni Wydawniczej „Prasa-Książka-Ruch”, przejęło przy tym majątek Wydawnictwa Prasa Młodzieżowa i Sportowa. Pierwszym dyrektorem MAW był Antoni Solarz (od 1974 do stycznia 1976), następnie zastąpił go Zygmunt Konopka (luty 1976–1990). Przedmiotem działania MAW było początkowo wydawanie czasopism młodzieżowych, sportowych i turystycznych, od 1975 także książek. W 1976 przejęło Wydawnictwo Harcerskie Horyzonty. Liczba wydawanych tytułów wynosiła od ok. 60 w 1977 do ok. 100 w 1980, następnie zaczęła maleć, od 1984 ponownie zaznaczyła się tendencja wzrostowa, a w 1987 wydano rekordowe 126 tytułów. Roczny nakład wynosił 2,3–3,3 mln egzemplarzy w latach 1977–1983, 4,2-6,2 mln egzemplarzy w latach 1984–1989, w 1990 zmniejszył się poniżej 2 mln. Łącznie wydało ok. 1200 tytułów w łącznym nakładzie ok. 55 mln egzemplarzy. Prasowa technika druku, niskiej jakości papier i przestarzała baza poligraficzna skutkowały jednak niskim poziomem edytorskim wydawanych pozycji.
Znaczną część tytułów stanowiły książki promujące ideologię marksistowską, wydawano literaturę piękną (głównie powieści młodzieżowe) i literaturę faktu, promowano przy tym młodych debiutantów. Bestsellerami wydawnictwa były komiksy: seria Tytus, Romek i A’Tomek Henryka Jerzego Chmielewskiego, prace Szarloty Pawel i Tadeusza Baranowskiego.
Oficyna była wydawcą kilkudziesięciu tytułów prasowych, m.in.: Boks, Brydż, Dookoła Świata, Filatelista, itd, IMT-Światowid, Jantar, Kultura Fizyczna, Lekkoatletyka, Merkuriusz, Motor, Motywy, Na Przełaj, Nowa Wieś, Nowy Medyk, Nowy Wyraz, Piłka Nożna, Płomienie, Pokolenia, Politechnik, Prometej, Przegląd Sportowy, Radar, Razem, Rewia Rozrywki, Regiony, Rozrywka, Sportowiec, Student,  Szachy,  Sztandar  Młodych, Świat  Młodych, Taternik, Walka  Młodych, Wiadomości Sportowe, Zarzewie, Żagle i Jachting Motorowy. W latach 70. XX wieku średni jednorazowy nakład wszystkich tytułów wynosił 3,8 mln egzemplarzy, by osiągnąć poziom 200 mln rocznie. MAW była tym samym jednym z największych wydawców prasy w Polsce, a łączny nakład wszystkich tytułów wyniósł w czasie jej istnienia ponad 3 mld egzemplarzy.
Pod koniec lat 80. XX wieku wydawnictwo dotknęły problemy z rentownością. Produkcja wydawnicza podporządkowana założeniom ideologicznym cieszyła się coraz mniejszą popularnością, utrzymywano natomiast bardzo duże zatrudnienie (w 1989 1200 osób). Zostało postawione w 1990 w stan likwidacji jako część Robotniczej Spółdzielni Wydawniczej „Prasa-Książka-Ruch”, a jego ostatnim dyrektorem został w sierpniu 1990 Ernest Macenowicz. Prace likwidacyjne zakończyły się w 1992